# Ворона, Валерий Михайлович
Валерий Михайлович Ворона (5 марта 1940, Речица, Гомельская область — 23 сентября 2022) — украинский социолог, академик НАН Украины по специальности социология (дата избрания: 6 мая 2006 года), директор Института социологии. Заслуженный деятель науки и техники Украины, главный редактор журнала «Социология: теория, методы, маркетинг».

## Биография
Окончил экономический факультет Киевского государственного университета имени Тараса Шевченко (1967).
В 1985—1988 годах работал в Киевском институте народного хозяйства.
В 1988—1992 годах — заведующий отделением Института философии НАН Украины, в 1992—2021 годах — директор Института социологии НАН Украины. Автор работ по политической экономии и социологии труда.